# ما بدین در نه پی حشمت و جاه آمده‌ایم
غزلی با مطلع «ما بدین در نه پی حشمت و جاه آمده‌ایم»، غزل شمارهٔ ۳۶۶ از دیوانِ حافظ در تصحیحِ محمد قزوینی و قاسم غنی است.

## متن
ما بدین در نه پی حشمت و جاه آمده‌ایم
از بدِ حادثه اینجا به پناه آمده‌ایم
رهرو منزل عشقیم و ز سرحدّ عدم
تا به اقلیم وجود این‌همه راه آمده‌ایم
سبزهٔ خطّ تو دیدیم و ز بستان بهشت
به طلب‌کاری این مهرگیاه آمده‌ایم
با چنین گنج که شد خازن آن روح امین
به گدایی به درِ خانهٔ شاه آمده‌ایم
لنگر حلم تو ای کشتی توفیق کجاست؟
که درین بحر کَرَم غرق گناه آمده‌ایم
آب‌رو می‌رود ای ابر خطاپوش ببار
که به دیوان عمل نامه‌سیاه آمده‌ایم
حافظ این خرقهٔ پشمینه بینداز که ما
از پی قافله با آتش آه آمده‌ایم

## مفهوم و درون‌مایه
در تفسیرهای عرفانی بیت اول به قرینهٔ «بد حادثه» به داستان هبوط اشاره می‌کنند.

## در اجراها
- گروه تواشیح طوبی[۳]
- جلیل احمد دل‌آهنگ

## ترجمه‌ها
- مریم فُرادی به انگلیسی[۴]